# LPAR6
No campo da biologia molecular, o receptor de ácido lisofosfatídico, também conhecido como LPA6 e P2RY5, é uma proteína que pertence ao grupo dos receptores P2Y e que, em seres humanos, é codificada pelo gene LPAR6.

## Leitura de apoio
- Toguchida J, McGee TL, Paterson JC,;  et al. (1993). «Complete genomic sequence of the human retinoblastoma susceptibility gene.». Genomics. 17 (3): 535–43. PMID 7902321. doi:10.1006/geno.1993.1368
- Maruyama K, Sugano S (1994). «Oligo-capping: a simple method to replace the cap structure of eukaryotic mRNAs with oligoribonucleotides.». Gene. 138 (1-2): 171–4. PMID 8125298. doi:10.1016/0378-1119(94)90802-8
- Herzog H, Darby K, Hort YJ, Shine J (1997). «Intron 17 of the human retinoblastoma susceptibility gene encodes an actively transcribed G protein-coupled receptor gene.». Genome Res. 6 (9): 858–61. PMID 8889552. doi:10.1101/gr.6.9.858
- Li Q, Schachter JB, Harden TK, Nicholas RA (1997). «The 6H1 orphan receptor, claimed to be the p2y5 receptor, does not mediate nucleotide-promoted second messenger responses.». Biochem. Biophys. Res. Commun. 236 (2): 455–60. PMID 9240460. doi:10.1006/bbrc.1997.6984
- Suzuki Y, Yoshitomo-Nakagawa K, Maruyama K,;  et al. (1997). «Construction and characterization of a full length-enriched and a 5'-end-enriched cDNA library.». Gene. 200 (1-2): 149–56. PMID 9373149. doi:10.1016/S0378-1119(97)00411-3
- Strausberg RL, Feingold EA, Grouse LH,;  et al. (2003). «Generation and initial analysis of more than 15,000 full-length human and mouse cDNA sequences.». Proc. Natl. Acad. Sci. U.S.A. 99 (26): 16899–903. PMID 12477932. doi:10.1073/pnas.242603899
- Ota T, Suzuki Y, Nishikawa T,;  et al. (2004). «Complete sequencing and characterization of 21,243 full-length human cDNAs.». Nat. Genet. 36 (1): 40–5. PMID 14702039. doi:10.1038/ng1285
- Dunham A, Matthews LH, Burton J,;  et al. (2004). «The DNA sequence and analysis of human chromosome 13.». Nature. 428 (6982): 522–8. PMID 15057823. doi:10.1038/nature02379
- Gerhard DS, Wagner L, Feingold EA,;  et al. (2004). «The status, quality, and expansion of the NIH full-length cDNA project: the Mammalian Gene Collection (MGC).». Genome Res. 14 (10B): 2121–7. PMID 15489334. doi:10.1101/gr.2596504
- Ihara H, Hirukawa K, Goto S, Togari A (2005). «ATP-stimulated interleukin-6 synthesis through P2Y receptors on human osteoblasts.». Biochem. Biophys. Res. Commun. 326 (2): 329–34. PMID 15582581. doi:10.1016/j.bbrc.2004.11.037